# Musée Nawa d'entomologie

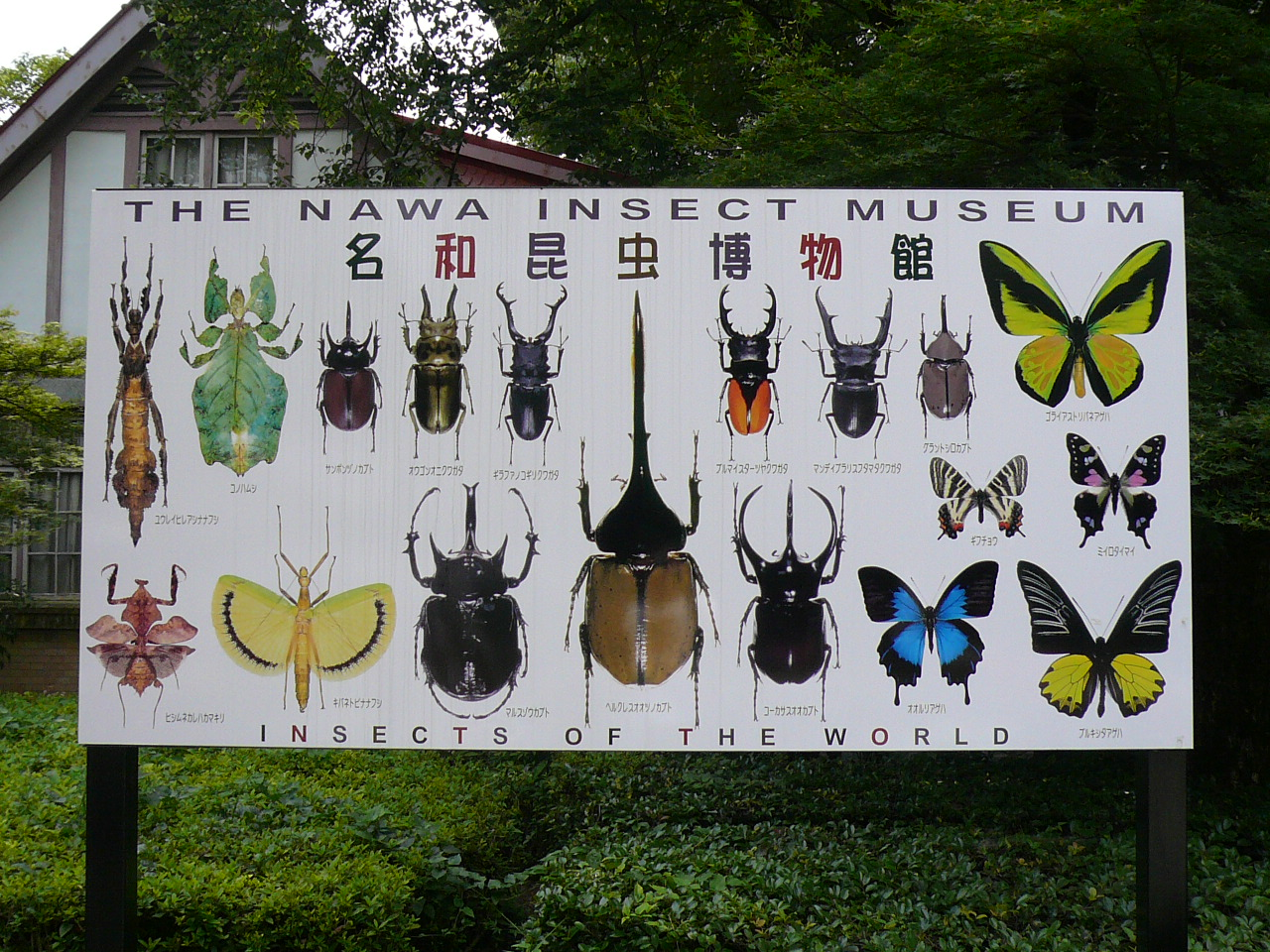
Affiche pour le musée Nawa d'entomologie

Le musée Nawa d'entomologie (名和昆虫博物館, Nawa Konchū Hakubutsukan) se trouve dans la ville de Gifu, Préfecture de Gifu au Japon. Il est géré par le centre de recherche Nawa d'entomologie.

## Histoire
Yasushi Nawa, l'entomologiste qui a découvert le « papillon de Gifu » et surnommé « l'homme insecte », a fondé le centre de recherche Nawa d'entomologie en avril 1896. Le centre est déplacé à son actuel emplacement dans le parc de Gifu en 1904 avant d'être renommé musée Nawa d'entomologie en 1919, premier musée d'insectes au Japon. Il abrite actuellement plus de 300 000 spécimens de 18 000 espèces différentes d'insectes.
Le bâtiment qui abrite le musée a été conçu par Koichi Takada dans un style moderne occidental qui était assez rare à l'époque. Le bâtiment est maintenant un bien culturel tangible de la préfecture.

## Source de la traduction
- (en) Cet article est partiellement ou en totalité issu de l’article de Wikipédia en anglais intitulé « Nawa Insect Museum » (voir la liste des auteurs).